# Relaciones Chile-Mauricio
Las relaciones Chile-Mauricio son las relaciones internacionales entre la República de Chile y la República de Mauricio.

## Historia

### sigloXX
Las relaciones diplomáticas entre Chile y Mauricio fueron establecidas el 30 de septiembre de 1988.

## Relaciones comerciales
En 2021, el intercambio comercial entre ambos países ascendió a los 60 mil dólares estadounidenses. Los principales productos exportados por Chile fueron jurel y cartulinas, mientras que Mauricio exportó mayoritariamente camisas de algodón.

## Misiones diplomáticas
- La embajada de Chile ante las Naciones Unidas concurre con representación diplomática a Mauricio.[3] Asimismo, Chile cuenta con un consulado honorario en Port Louis.[4]
- La embajada de Mauricio en Estados Unidos concurre con representación diplomática a Chile.[3]